# Rohatyna

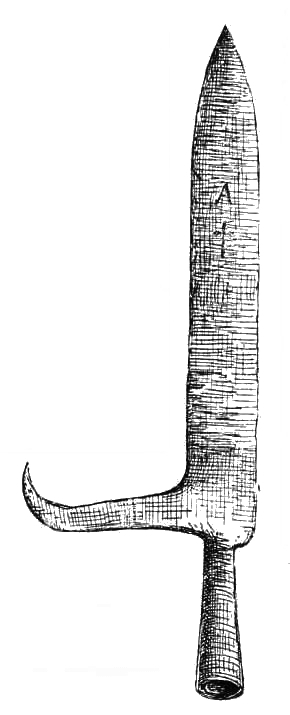
grot rohatyny

Rohatyna (rogacina) – odmiana włóczni z hakiem przy grocie, który zapobiegał zbyt głębokiej penetracji i pozwalał na szybkie ponowienie ciosu.
Rohatyna zazwyczaj nie przekraczała długości trzech metrów (5 łokci). Bardzo często w drzewcu czyniono wyżłobienia, aby zmniejszyć jego wagę, w efekcie broń nie nadawała się do cięć, lecz jedynie do pchnięć.
Rohatyna używana była od czasów średniowiecza do początków XVIII wieku zarówno przez kawalerię, jak i piechotę. Szczególną popularnością cieszyła się na Rusi i w Polsce jako broń bojowa i myśliwska na dużego zwierza. W krajach germańskich zwana Bärenspieß czyli włócznia na niedźwiedzie. 